# Cressida Granger
Cressida Granger  (* 17. Juli 1963) ist eine britische Unternehmerin. Sie ist Inhaberin und Geschäftsführerin der Beleuchtungsfirma Mathmos, die von dem Erfinder der Lavalampe, Edward Craven Walker, gegründet wurde.

## Werdegang
Cressida Granger hat die Firma Mathmos (der Firmenname besteht seit 1992, zuvor firmierte das Unternehmen unter dem Namen Crestworth) im Jahr 1989 übernommen und den Umsatz mit dem Verkauf von Lavalampen innerhalb von zehn Jahren von fast 0 auf 18 Millionen Pfund gesteigert. Als eine von mehreren Geschäftsführern hat sie durch Steigerung von Umsatz und Marketing Aktivitäten zwei Queens Awards für Export und diverse andere Business Awards errungen.
Nachdem sie 1998 ihrem Partner David Mulley alle Firmenanteile abgekauft hatte, gründete sie das Mathmos Design Studio. Unter ihrer Führung gewann das Team in Zusammenarbeit mit externen Designern für ihre neuen Beleuchtungsprodukte diverse Preise.
Granger absolvierte ein Studium der Kunstgeschichte an der Universität Manchester (BA) und arbeitete als Händlerin für Design-Objekte aus den 1960er und frühen 1970er Jahren. Granger ist Geschäftsführerin der Made in Britain Kampagne. Diese Kampagne wirbt um eine Marke (Brand) für alle in Großbritannien hergestellte Produkte.

## Kreative gewerbliche Aktivitäten
Cressida Granger war zusammen mit James Dyson und Terrance Conran im Jahr 2003 Mitglied des Regierungsausschusses für Innovation. Sie war bei zahlreichen Design-Wettbewerben wie z. B. 100 % Light, D&AD Preisverleihung oder Design Nation Jurymitglied. Sie ist gelegentlich auch als Dozentin für Geschäftsführung in Design-Firmen an der Hochschule für Design in Ravensbourge tätig.

## Business & Marketing Auszeichnungen
- Queens Award: Auszeichnungen für Export 2000 und 1997
- Veuve Clicquot Woman of the Year: Finalistin 1999
- Fast Track 100 (3. schnellwachsender Hersteller im Jahr 1999)
- Yell Award: Beste kommerzielle Website 1997
- Design Week: Beste Verbraucherwebsite 1998

## Design-Auszeichnungen
- Red Dot Auszeichnungen: 2006 (Grito), 2002 (Tumbler), 2001 (Bubble)
- Gift Magazine Design Homewares – Sieger 2005 (Airswitch tc)
- Design Week Auszeichnungen: 2004 (Airswitch Az), 2003 (Aduki), 2002 (Tumbler), 2001 (Fluidium)
- House and Garden Bestes Verbrauchersprodukt 2004 (Airswitch Az)
- Form 2001 Auszeichnung (Tumbler)
- Industrial Design Excellence Auszeichnung (IDEA) 2001 (Bubble)
- D&AD Auszeichnung 2001 (Bubble)
- Light Magazine Dekorative Beleuchtung Preis 2001 (Bubble)
- FX Magazine – Finalist in der Kategorie Bestes Beleuchtungsprodukt 2000 (Fluidium)